# Филип Франц фон Зьотерн
Филип Франц фон Зьотерн (на немски: Philipp Franz Freiherr von Sötern; * 1634; † ок. 1680) е фрайхер от род Зьотерн (днес част от Нофелден в Саарланд), господар на Дагщул (днес част от град Вадерн) между Саарбрюкен и Трир в Саарланд.
Той е син на Йохан Райнхард фон Зьотерн (* 22 ноември 1596) и съпругата му Йохана фон Палант, наследничка на Ройланд, Томен, дъщеря на Балтазар фон Палант, господар на Ройланд и Томен († 1625) и Елизабет фон Милендонк († 1614), наследничка на Ройланд. Внук е на Лудвиг Александер фон Зьотерн, господар на Лемберг († 1612) и Елизабет фон Насау-Шпуркенбург († сл. 1631). Роднина е на Филип Кристоф фон Зьотерн (1567 – 1652), княжески епископ на Шпайер (1610 – 1652) и архиепископ и курфюрст на Курфюрство Трир от (1610 – 1652). Баща му Йохан Райнхард става през 1625 г. губернатор на княкжеското архиепископство Трир.
Филип Франц е на 16 години, когато баща му умира, и е изпратен при далечния му чичо Филип Кристоф фон Зьотерн, архиепископ на Трир, и през 1634 г. получава за резиденция замък Дагщул.
Чичо му Филип Кристоф умира на 7 февруари 1652 г. на 85 години, когато Филип Франц е на 18 години. За него се грижи първият му братовчед фрайхер Бертрам фон Неселроде (1625 – 1701), синът на леля му Анна Катарина фон Зьотерн-Лемберг († 1629) и фрайхер Адолф фон Неселроде-Ересховен (1592 – 1635).
Филип Франц умира през 1680 г. Малко преди смъртта си той се обявява за васал на Франция.

## Фамилия
Филип Франц фон Зьотерн се жени за Магдалена Изабела Диана фон Кронберг-Хоенгеролдсек и Фалкеншайн († сл. 1669), дъщеря на Адам Филип (XI) фон Кронберг-Хоенгеролдсек († 1634) и графиня Мария Сидония фон Даун-Фалкенщайн († 1675), дъщеря на граф Филип Франц фон Даун-Фалкенщайн († 1616) и алтграфиня Елизабет фон Залм-Райфершайт († ок. 1616). Нейната майка Мария Сидония фон Даун-Фалкенщайн се омъжва втори път на 29 септември 1636 г. в Кастелаун за маркграф Херман Фортунат фон Баден-Родемахерн (1595 – 1665).
Те имат четири дъщери, от които само една пораства:
- Мария Сидония фон Зьотерн († 23 септември 1691 в замък Балдерн), наследничка на Зьотерн и Дагщул, омъжена на 10 февруари 1682 г. във Вадерн за генерал-фелдмаршал граф Нотгер Вилхелм фон Йотинген в Катценщайн (* 24 декември 1650, Грац; † 6 ноември 1693, Вилинген, Шварцвалд), син на граф Фридрих Вилхелм фон Йотинген-Катценщайн (1618 – 1677)

## Галерия
- Останките от замък Дагщул
- Замък Дагщул (1466)